# Бондаренко, Олег Владимирович
Олег Владимирович Бондаренко (укр. Олег Володимирович Бондаренко; род. 3 ноября 1975 года) — украинский юрист и политик. Эксперт по вопросам экологии, правовым вопросам.
Народный депутат Украины IX созыва.

## Биография
Образование высшее.
Является председателем правления общественной организации «Всеукраинская организация „Зелёный Фонд. Преодоление гуманитарных и экологических катастроф“».
Бондаренко работал над имплементацией в Украине Орхусской конвенции.
Член ЗеКоманды (отвечает за вопросы экологии). Кандидат в народные депутаты от партии «Слуга народа» на парламентских выборах 2019 года, № 60 в списке. На время выборов: директор ООО «Инвестплюс», беспартийный. Проживает в городе Харькове.
Председатель Комитета Верховной Рады по вопросам экологической политики и природопользования.
Член группы по межпарламентским связям с Японией.